# Catharina Schrader

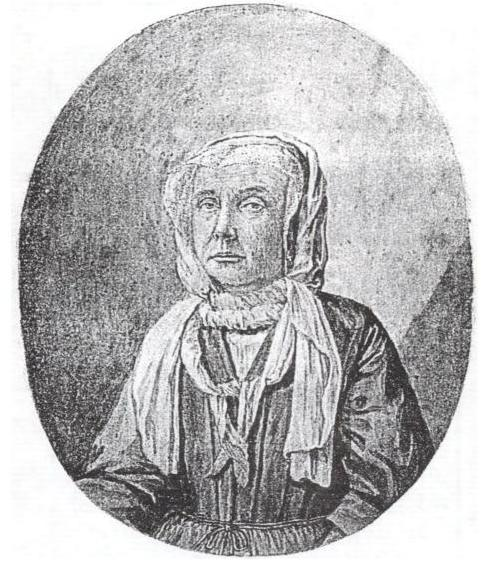
Catharina Schrader

Catharina Gertraut Schrader (* September 1656 in Bentheim; † 30. Oktober 1746 in Dokkum) war eine niederländische Hebamme.

## Leben
Catharina Gertraut (auch Geertrudia) Schrader wurde als älteste Tochter von Friedrich Schrader und Gertrud Nibberich geboren. Ihr Vater war Schneider am Hof von Ernst Wilhelm zu Bentheim und Steinfurt. Sie hatte vier Geschwister. In den späten 1670er Jahren zogen viele Mitglieder der Familie ins benachbarte Leiden, da es in der Grafschaft Bentheim aufgrund von Erb- und Religionsstreitigkeiten zu Angriffen durch den Bischof von Münster kam. Ihr Bruder Ernst E. Wilhelm lebte in Leiden und auch Catharina Schrader lebte dort, bis sie 1682 zurück nach Bentheim zog. Am 7. Januar 1683 heiratete sie in Bentheim den Wundarzt Ernst Wilhelm Cramer, dessen vermutlich zweite Ehe es war. Cramer betrieb vermutlich bereits zu der Zeit eine Praxis in Hallum, Friesland. Die Familie blieb jedoch zunächst in Bentheim und die Töchter Geertrud Elisabeth und Anna Elisabeth wurden geboren. Im Jahr 1686 zog die Familie nach Hallum und vier weitere Kinder, Jan Frederik, Hendrick, Anna Magdalena und eine weitere Tochter wurden geboren. Am 4. Februar 1692 starb Ernst Wilhelm Cramer und Catharina Cramer blieb mit sechs kleinen Kindern zurück.
Nach dem Tod ihres Mannes im Januar 1693 begann Catharina Cramer als Hebamme zu arbeiten, um die Familie zu ernähren. Im Jahr 1695 zog sie mit ihrer Familie nach Dokkum und eröffnete dort eine Praxis. Dies ermöglichte es auch, dass ihre Kinder die Schule besuchen konnten. Am 22. Februar 1713 heiratete sie in Dokkum den Gold- und Silberschmied Thomas Higt, der auch Bürgermeister von Dokkum war. Einen Monat später heiratete ihre Tochter den Ziehsohn und Neffen von Thomas Higt, Tjeerd Higt. Nach ihrer Heirat stellte sie die Arbeit als Hebamme fast vollständig ein. Sie kümmerte sich nur noch um Geburten in der Familie. Die Familie war gut gestellt und auch die Töchter konnten gute Ehen eingehen. Im Jahr 1718 half sie bei der Geburt ihres ersten Enkelkindes. Ihr zweiter Mann Thomas Higt starb 1720. Danach nahm sie ihre Arbeit als Hebamme erneut auf. Bis ins hohe Alter erfreute sich Catharina Schrader einer guten Gesundheit. Im Alter von 88 Jahren am 7. Februar 1745 berichtete sie zuletzt in ihrem Notizbuch, welches später unter dem Namen Memoryboeck van de Vrouwens veröffentlicht wurde, von einer Geburt und am 30. Oktober 1746 starb sie im Alter von 90 Jahren in Dokkum.

## Memoryboeck van de Vrouwens
Ihr Notizbuch, das Memoryboeck van de Vrouwens, deckt den Zeitraum vom 9. Januar 1693 bis zum 7. Februar 1745 ab. Es bestand aus 9 Heften. In diesen Heften führte sie Buch über die Geburten und ihre Arbeit als Hebamme und Wundärztin, auch beschrieb sie die Geburten und hält ihr Einkommen fest. Das Buch hat sie nicht im eigentlichen Sinn als medizinisches Tagebuch geführt, sondern es eher für Aufzeichnungen genutzt. Sie schloss jedes Jahr mit einer Aufstellung über die Anzahl von Geburten, ihre Ausgaben und Einnahmen. Jedes neue Jahr startete mit einem Gebet. Es wird vermutet, dass sie ihre detaillierten Aufzeichnungen über Geburtsvorgänge, Gebühren und Patienten auch für andere Hebammen, wie ihre Tochter geführt hat. Neben dem Ablauf der Geburt hielt sie auch fest, wer sie mit welcher Summe bezahlte, dies konnten neben den Eltern des Kindes auch die Großeltern sein. In einigen Fällen erhielt sie keine Bezahlung, manchmal nur Teile des von ihr geforderten Betrages. Auch wurde sie in Naturalien bezahlt, so erhielt sie von einem Schuhmacher ein Paar Schuhe und von einem Händler einen Topf mit Shrimps. Zwischen 1696 und 1712 verdiente sie zwischen zwei und dreihundert Gulden pro Jahr. Ihr Einkommen betrug nach den Angaben in ihrem Buch von 1712 bis 1733 4200 Gulden, durch die Arbeit als Hebamme und 1000 Gulden durch ihre Arbeit als Wundärztin oder den Verkauf von Medizin. Für eine durchschnittliche zweitägige Arbeit erhielt sie ungefähr zwei Gulden, was zu dieser Zeit ungefähr dem Wochenlohn eines Facharbeiters entsprach. Nach dem Tod ihres zweiten Mannes lebte sie in relativem Wohlstand, sie besaß unter ihrem Namen unter anderem 5 Häuser.
Catharina Schrader wurde eine sehr erfahrene Hebamme. Sie zeichnet in ihren Heften etwa 4000 Fälle von Geburtseinträgen auf. Sie reiste herum, um schwierige Geburten zu unterstützen, jedoch fanden die meisten Geburten in der Nähe ihrer Wohnorte statt. Mehr als 92 % der Babys überlebten die Geburt, wenn sie als Hebamme dabei war, eine weitaus höhere Quote als an anderen Orten zu dieser Zeit. Sie scheint keine Geräte wie Pinzetten oder andere für die Geburten benutzt zu haben, die zu dieser Zeit in Holland entwickelt wurden.
Ein weiteres separates Tagebuch führte Schrader für ihre gynäkologischen und chirurgischen Tätigkeiten. Dies wurde so ebenso detailliert geführt, wie das Buch über ihre Geburtsfälle.

## Rezension
Judy Chicago widmete Catharina Schrader eine Inschrift auf den dreieckigen Bodenfliesen des Heritage Floor ihrer Installation The Dinner Party. Die mit dem Namen Frau Cramer beschrifteten Porzellanfliesen sind dem Platz mit dem Gedeck für Caroline Herschel zugeordnet.